# 산요시오야역
산요시오야역(일본어: 山陽塩屋駅, さんようしおやえき)은 일본 효고현 고베시 다루미구에 있는 산요 전기철도 본선의 역이다. 역 번호는 SY 08이다.

## 역 구조
상대식 승강장 2면 2선의 고가역이다. 개찰구는 1층에 있는 1곳 뿐으로, 기본적으로 창구는 무인화되어 있다. 승강장은 2층에 있다. 개찰기는 GX-8이다.

### 승강장
| 바다쪽 | ■ 본선(하행) | 아카시・히메지・아보시 방면     |  |
| 산쪽   | ■ 본선(상행) | 고베산노미야・오사카・교토 방면 |  |

## 역 주변
역 동쪽을 시오야 강이 오사카 만에서 쏟아져 나오고, 본 역과 동쪽의 스마우라코엔 역 사이에 걸친 사카이 강은 옛국의 셋쓰국과 하리마국의 경계를 이루고 있는 것에서 그 이름이 있다.
- 산요 본선(JR 고베 선) 시오야역
- 시오야 해안
- 제임스 산(이인관)
- 고베 시오야 우체국
- 국도 제2호선

## 역사
- 1913년 5월 11일: 효고 전기궤도 이치노타니 역(현, 산요스마 ~ 스마우라코엔 역 사이에 존재하였음)에서 연장 시 종착역인 시오야역으로 영업 개시.
- 1917년 4월 12일: 효고 전기궤도의 아카시 역까지 연장으로 중간역이 됨.
- 1927년 4월 1일: 우지가와 전기에 의한 합병으로 본 회사의 역이 됨.
- 1932년 12월: 선로 이설.
- 1933년 6월 6일: 우지가와 전기 철도 부문이 분리되어 산요 전기철도의 역이 됨.
- 1943년: 전철 시오야 역으로 역명 변경.
- 1967년 6월 18일: 정차 중의 하행 보통 열차로 시한폭탄 폭발 사건 발생(산요 전철 폭파 사건).
- 1991년 4월 7일: 산요시오야역으로 역명 변경.
- 1995년
  - 1월 17일: 한신・아와지 대지진에 의한 산요 전철 본선이 불통이 되어, 본 역도 한때 영업 중지, 역 시설에 큰 피해를 입음.
  - 6월 16일: 스마우라코엔 ~ 다키노차야 간 운행 재개 시 임시 역사로 영업 재개.
- 1996년 3월 12일: 신역사 완성.

## 사진

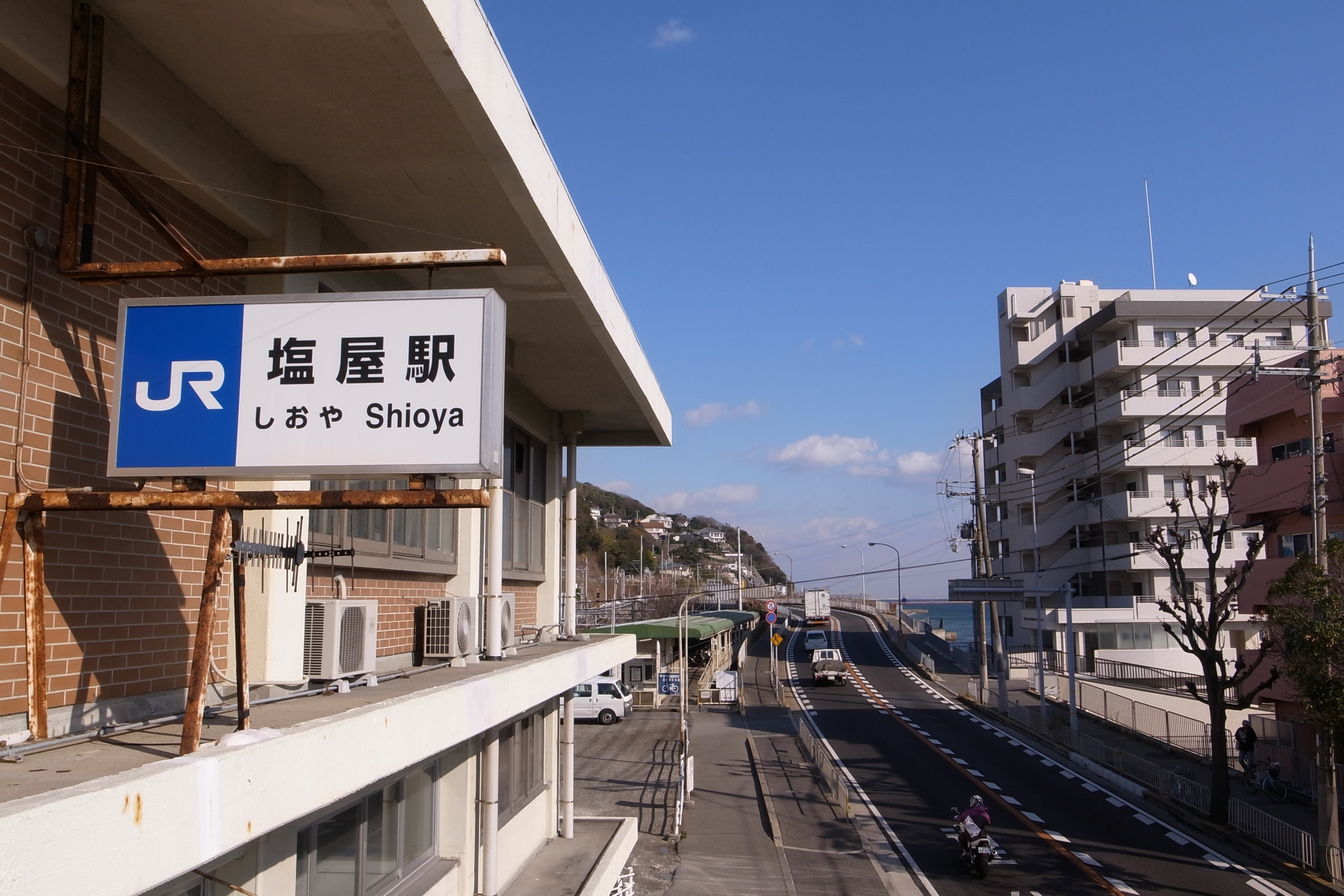
JR 서일본 시오야 역 폴싸인

## 인접역
| 산요 전기철도 ■ 본선                     | 산요 전기철도 ■ 본선 | 산요 전기철도 ■ 본선             |
| ---------------------------------------- | -------------------- | -------------------------------- |
| SY 07 스마우라코엔 우메다・니시다이 방면 | ■ 보통               | 다키노차야 SY 09 산요히메지 방면 |